# Alcis irrita
Alcis irrita är en fjärilsart som beskrevs av Louis Beethoven Prout 1928. Alcis irrita ingår i släktet Alcis och familjen mätare. Inga underarter finns listade i Catalogue of Life.